# Gymnomitriaceae
As Gymnomitriaceae são uma família de hepáticas da ordem das Jungermanniales.

## Descrição
As hepáticas pertencentes a esta família crescem em tufos em almofada que tendem a formar um tapete contínuo, em geral apresentando cor acastanhada ou avermelhada. Os caulóides são rectos e os rizóides unicelulares. As lâminas dos filóides inserem-se transversalmente e apresentam dois lóbulos dobradas em forma de calha. Os filóides basais (anfigastro) estão ausentes. Cada célula contém dois a três grandes elaioplastos.
Os caulóides prolongam-se formando no arquegónio um tubo curto, designado por perigínio. O perianto quando presente é claramente dominada pelas brácteas, mas pode ser reduzido ou completamente ausente.
Os géneros desta família não formam propágulos, pelo que a reprodução assexuada está ausente.

## Géneros
A família inclui pelo menos 13 géneros, dos quais são comuns na Europa:
- Marsupella
- Gymnomitrion